# Corula geometroides
Corula geometroides är en fjärilsart som beskrevs av Walker 1856. Corula geometroides ingår i släktet Corula och familjen mätare. Inga underarter finns listade i Catalogue of Life.

## Bildgalleri

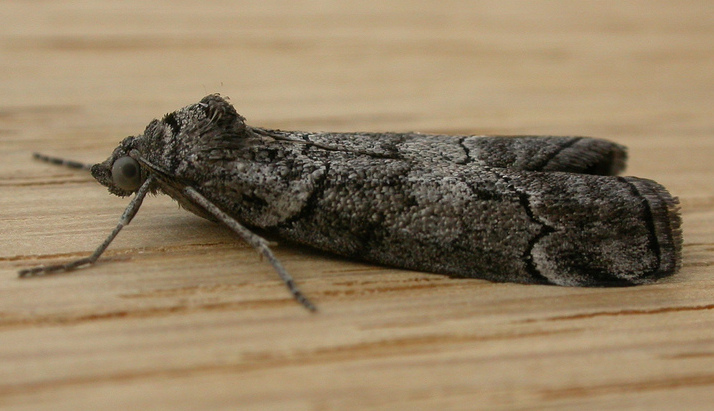